# Detlef Raugust
Detlef Raugust (Magdeburgo, 26 agosto 1954) è un ex calciatore tedesco orientale dal 1990 tedesco, di ruolo difensore.

## Statistiche

### Cronologia presenze e reti in Nazionale
| Cronologia completa delle presenze e delle reti in nazionale ― Germania Est | Cronologia completa delle presenze e delle reti in nazionale ― Germania Est | Cronologia completa delle presenze e delle reti in nazionale ― Germania Est | Cronologia completa delle presenze e delle reti in nazionale ― Germania Est | Cronologia completa delle presenze e delle reti in nazionale ― Germania Est | Cronologia completa delle presenze e delle reti in nazionale ― Germania Est | Cronologia completa delle presenze e delle reti in nazionale ― Germania Est | Cronologia completa delle presenze e delle reti in nazionale ― Germania Est |
| Data                                                                        | Città                                                                       | In casa                                                                     | Risultato                                                                   | Ospiti                                                                      | Competizione                                                                | Reti                                                                        | Note                                                                        |
| --------------------------------------------------------------------------- | --------------------------------------------------------------------------- | --------------------------------------------------------------------------- | --------------------------------------------------------------------------- | --------------------------------------------------------------------------- | --------------------------------------------------------------------------- | --------------------------------------------------------------------------- | --------------------------------------------------------------------------- |
| 08/03/1978                                                                  | Karl-Marx-Stadt                                                             | Germania Est                                                                | 3 – 1                                                                       | Svizzera                                                                    | Amichevole                                                                  | -                                                                           |                                                                             |
| 09/02/1979                                                                  | Baghdad                                                                     | Iraq                                                                        | 1 – 1                                                                       | Germania Est                                                                | Amichevole                                                                  | -                                                                           |                                                                             |
| 11/02/1979                                                                  | Baghdad                                                                     | Iraq                                                                        | 2 – 1                                                                       | Germania Est                                                                | Amichevole                                                                  | -                                                                           |                                                                             |
| Totale                                                                      |                                                                             | Presenze                                                                    | 3                                                                           |                                                                             | Reti                                                                        | 0                                                                           |                                                                             |

## Palmarès

### Competizioni nazionali
- Campionato tedesco orientale: 2

Magdeburgo: 1973-1974, 1974-1975
- Coppa della Germania Est: 4

Magdeburgo: 1972-1973, 1977-1978, 1978-1979, 1982-1983

### Competizioni internazionali
- Coppa delle Coppe: 1

Magdeburgo: 1973-1974